# Zakażenia przewodu pokarmowego
Zakażenia przewodu pokarmowego, nieżyt żołądkowo-jelitowy – jest to grupa chorób charakteryzująca się stanem zapalnym układu pokarmowego obejmującym zarówno żołądek jak i jelito cienkie, co prowadzi do jednoczesnego wystąpienia biegunki, wymiotów oraz bólu jamy brzusznej. Zakażenie przewodu pokarmowego nazywane jest także grypą żołądkową lub grypą jelitową, mimo że choroba nie ma nic wspólnego z grypą.
Najczęstszą przyczyną choroby u dzieci na całym świecie są rotawirusy. U dorosłych chorobę najczęściej wywołują norowirusy oraz bakterie z rodzaju Campylobacter. Rzadziej spotykanymi przyczynami są inne bakterie lub ich toksyny oraz pasożyty. Zakażenie może wystąpić w wyniku spożycia nieodpowiednio przygotowanego posiłku lub skażonej wody oraz poprzez bliski kontakt z osobą zakażoną.
Podstawą leczenia jest odpowiednie nawodnienie. W przypadku łagodnego lub umiarkowanego przebiegu zazwyczaj jest to możliwe przy użyciu doustnych płynów nawadniających (DPN). W przypadku ciężkiej choroby może być konieczne podawanie płynów dożylnie. Wirusowe zakażenie przewodu pokarmowego występuje najczęściej u dzieci oraz u mieszkańców krajów rozwijających się.

## Objawy
Zakażenie przewodu pokarmowego objawia się najczęściej biegunką i wymiotami, a czasami występuje tylko jeden z tych objawów. Możliwe są również kurczowe bóle jamy brzusznej. Objawy pojawiają się zazwyczaj od 12 do 72 godzin po kontakcie z czynnikiem zakaźnym. W przypadku wirusa choroba ustępuje samoistnie w ciągu tygodnia. Niektóre przyczyny wirusowe mogą objawiać się gorączką, osłabieniem, bólem głowy, oraz bólem mięśni. W przypadku krwawego stolca przyczyną zwykle nie jest wirus, lecz bakteria. Niektóre zakażenia bakteryjne mogą wiązać się z ostrym bólem jamy brzusznej utrzymującym się przez kilka tygodni.
Dzieci zakażone rotawirusem zazwyczaj wracają do zdrowia w ciągu trzech do ośmiu dni. Jednak w przypadku ubogich państw leczenie ciężkich przypadków jest często nieosiągalne, w związku z czym biegunka może utrzymywać się przez długi czas. Odwodnienie jest często spotykanym powikłaniem wynikającym z biegunki, a poważnie odwodnione dzieci mogą wykazywać opóźniony powrót kapilarny, opóźnione rozprostowywanie się fałdu skórnego oraz zaburzenia oddychania. Do nawrotowych zakażeń może dochodzić w miejscach, gdzie warunki sanitarne są nieodpowiednie oraz gdy występuje niedożywienie, zaburzenia wzrostu oraz deficyty intelektualne.
Reaktywne zapalenie stawów występuje u 1% osób po zakażeniu rodzajem Campylobacter, podczas gdy zespół Guillaina-Barrégo występuje u 0,1%. Zespół hemolityczno-mocznicowy (HUS) może również wystąpić w rezultacie wytwarzanej przez rodzinę Escherichia coli lub Shigella toksyny Shiga, co może skutkować obniżoną liczbą płytek krwi, niewydolnością nerek oraz rozpadem (hemolizą) erytrocytów. Dzieci są bardziej narażone na HUS niż osoby dorosłe. Niektóre zakażenia wirusowe mogą wiązać się z łagodną padaczką dziecięcą.

## Etiologia
Wirusy (zwłaszcza rotawirusy) oraz bakterie Escherichia coli i Campylobacter są najczęstszą przyczyną zakażenia przewodu pokarmowego. Jednak istnieje wiele innych czynników zakaźnych, które mogą być przyczyną choroby. Zdarzają się również przypadki nie związane z zakażeniem, ale są one znacznie rzadsze niż przyczyny wirusowe i bakteryjne. Ryzyko zakażenia jest znacznie wyższe u dzieci w związku z ich brakiem odporności oraz stosunkowo słabszym poziomem higieny.

### Przyczyny wirusowe
Wirusami wywołującymi zakażenie przewodu pokarmowego są rotawirusy, norowirusy, adenowirusy oraz astrowirusy. Rotawirusy są najczęstszą przyczyną wirusowego zakażenia przewodu pokarmowego u dzieci i są odpowiedzialne za podobny odsetek zachorowań w krajach rozwiniętych i rozwijających się. Wirusy wywołują około 70% przypadków biegunki infekcyjnej u dzieci. Rotawirusy są rzadszą przyczyną choroby wśród osób dorosłych, co jest związane z nabytą odpornością.
Norowirusy są główną przyczyną wirusowego zakażenia przewodu pokarmowego wśród osób dorosłych, stanowiąc przyczynę ok. 90% wystąpienia lokalnych epidemii w USA. Dochodzi do nich zazwyczaj, przez bezpośredni kontakt z osobami chorymi lub nosicielami wirusa. Osoby mogą przenosić wirusa nawet po ustaniu biegunki. Norowirusy są przyczyną około 10% zachorowań u dzieci.

### Przyczyny bakteryjne

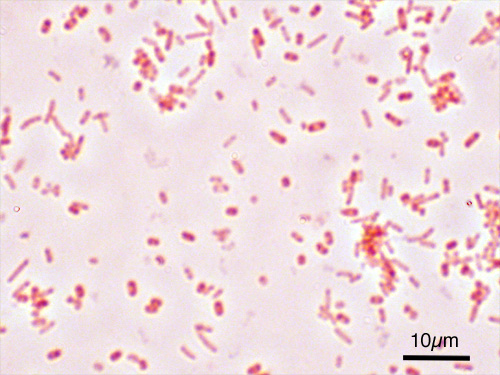
Serotyp Salmonella enterica serotypu Typhimurium widziany przez mikroskop po 1000-krotnym przybliżeniu i barwieniu metodą Grama

W krajach rozwiniętych główną przyczyną bakteryjnego zakażenia przewodu pokarmowego jest Campylobacter jejuni, z czego połowa przypadków jest związana z kontaktem z drobiem. W przypadku dzieci, bakterie są przyczyną 15% przypadków, a najczęściej spotykanymi bakteriami są Escherichia coli, Salmonella, Shigella, oraz Campylobacter. W przypadku skażenia żywności bakteriami oraz przechowywania jej w temperaturze pokojowej przez kilka godzin, bakterie rozwijają się, a zagrożenie zakażenia osoby spożywającej żywność wzrasta. Niektóre rodzaje żywności zazwyczaj związane z chorobą to surowe lub niedogotowane mięso, drób, owoce morza oraz jajka, surowe kiełki, niepasteryzowane mleko oraz sery zwarowe, soki owocowe i warzywne. W krajach rozwijających się, zwłaszcza w Afryce subsaharyjskiej oraz Azji, cholera często jest przyczyną zakażenia przewodu pokarmowego. Zakażenie przenosi się zazwyczaj za pośrednictwem wody lub żywności.
Toksygenna Clostridium difficile jest istotną przyczyną biegunki, do którego szczególnie często dochodzi u osób w podeszłym wieku. Niemowlęta mogą przenosić te bakterie bez rozwijania objawów. Jest to częsta przyczyną biegunki u osób hospitalizowanych, często związana ze stosowaniem antybiotyków.
Wywoływane przez Staphylococcus aureus biegunka może również wystąpić u osób przyjmujących antybiotyki. Biegunka podróżnych jest rodzajem zazwyczaj bakteryjnego zakażenia przewodu pokarmowego. Leki zobojętniające wydają się zwiększać zagrożenie zakażenia w przypadku wystawienia na działanie mikroorganizmów, w tym Clostridium difficile, Salmonellę oraz Campylobacter. Zagrożenie jest większe w przypadku przyjmowania inhibitorów pomp protonowych niż w przypadku antagonistów receptora H2.

### Przyczyny pasożytnicze
Wiele spośród pierwotniaków może być przyczyną zakażenia przewodu pokarmowego, najczęstszą przyczyną jest to jednak Giardia lamblia – choć może to również być Entamoeba histolytica oraz Cryptosporidium. Jako grupa, wspomniane czynniki stanowią ok. 10% przyczyn choroby wśród dzieci. Giardia lamblia występuje najczęściej w krajach rozwijających się, ale w pewnym stopniu jest obecna również w innych regionach. Występuje najczęściej u osób, które podróżują na obszary ich występowania, dzieci przebywających w żłobkach, homoseksualnych mężczyzn oraz w rezultacie klęsk żywiołowych.

### Przenoszenie
Choroba rozprzestrzenia się za pośrednictwem zakażonej wody lub w przypadku współdzielenia przedmiotów osobistych. W miejscach występowania suchej i deszczowej pory roku, jakość wody pogarsza się w czasie pory deszczowej, co koreluje z wybuchami epidemii. W klimacie umiarkowanym zakażenia występują częściej zimą. Karmione sztucznie dzieci przyjmujące pokarm z nieodpowiednio odkażanych butelek są szczególnie narażone na chorobę. Odsetek przenoszenia ma również związek z nieodpowiednią higieną, zwłaszcza wśród dzieci, przeludnionymi lokalami mieszkalnymi, oraz wcześniejszym niedożywieniem. Po wykształceniu odporności dorośli mogą przenosić niektóre z mikroorganizmów w sposób bezobjawowy, w związku z czym pełnią rolę rezerwuaru zarazków choroby. Podczas gdy niektóre z czynników (jak np. Shigella) występują u naczelnych, inne mogą występować u różnych zwierząt (np.Giardia).

### Przyczyny niezakaźne
Wśród przyczyn nieżytu żołądkowo-jelitowego znajduje się wiele przyczyn niezakaźnych. Najczęściej spotykane spośród nich to leki (np. niesteroidowe leki przeciwzapalne), niektóre pokarmy jak np. laktoza (u osób nie trawiących jej) oraz gluten (u osób cierpiących na celiakię). Choroba Crohna również może być niezakaźną przyczyną objawów ze strony przewodu pokarmowego. Możliwe jest również wystąpienie chorób związanych z toksynami. Zatrucie pokarmowe może objawiać się nudnościami, wymiotami i biegunką. Może być spowodowane zatruciem jadem kiełbasianym związanym zazwyczaj z nieodpowiednim przechowywaniem żywności, zatruciem typu ciguatera związana z zakażonymi rybami drapieżnymi, scombrotoksizm związany ze spożyciem niektórych gatunków zakażonych ryb, zatrucie tetrodotoksyną w wyniku spożycia ryb rozdymkowatych oraz innych.

## Patofizjologia
Zakażenie przewodu pokarmowego jest zazwyczaj definiowane jako wymioty lub biegunka wynikające z zakażenia jelita cienkiego lub jelita grubego. Zmiany występujące w jelicie cienkim nie mają zazwyczaj charakteru zapalnego, podczas gdy te występujące w jelicie grubym są zapalne. Ilość patogenów w związku, z którymi dochodzi do zakażenia może wahać się nawet od jednego (w przypadku Cryptosporidium) do 108 (w przypadku Vibrio cholerae).

## Diagnoza
W warunkach klinicznych zakażenie przewodu pokarmowego jest najczęściej diagnozowane w oparciu o objawy występujące u zakażonego. Określenie dokładnej przyczyny nie jest zazwyczaj konieczne, ponieważ nie ma to wpływu na przebieg leczenia. Jednak w przypadku osób, u których w stolcu zauważono krew, osób narażonych na zatrucie pokarmowe oraz osób, które odwiedziły niedawno kraje rozwijające się należy przeprowadzić badanie stolca. Badania diagnostyczne mogą zostać również przeprowadzone celach kontrolnych. W związku z tym, że u ok. 10% niemowląt i małych dzieci występuje hipoglikemia sugerowana jest kontrola stężenia glukozy w surowicy krwi. Elektrolity oraz funkcje nerek również powinny zostać przebadane, w przypadku zagrożenia związanego z odwodnieniem.

### Odwodnienie
Stwierdzenie, czy dana osoba jest odwodniona, stanowi ważną część badania, a odwodnienie może zostać sklasyfikowane jako łagodne (3–5%), umiarkowane (6–9%) lub poważne (≥10%). W przypadku dzieci, najpewniejszą oznaką umiarkowanego lub poważnego odwodnienia jest przedłużający się nawrót kapilarny, kiepski turgor oraz zaburzenia oddychania. Innymi przydatnymi oznakami (w przypadku stwierdzenia kilku z nich) są podkrążone oczy, zmniejszona aktywność, brak łzawienia oraz suchość w jamie ustnej. Normalna ilość moczu i płynu w jamie ustnej jest oznaką pozwalającą wykluczyć odwodnienie. Badania laboratoryjne nie mają większego znaczenia klinicznego, ponieważ nie są przydatne przy stwierdzaniu odwodnienia.

### Diagnoza różnicowa
Inne potencjalne przyczyny objawów, które mogą wskazywać na zakażenie przewodu pokarmowego to zapalenie wyrostka robaczkowego, skręt jelit, zapalenie jelit, zakażenie układu moczowego oraz cukrzyca. Niewydolność trzustki, zespół krótkiego jelita, choroba Whipple’a, celiakia oraz działanie środków przeczyszczających również mogą być przyczyną objawów. Diagnoza różnicowa może być skomplikowana w przypadku u osób, u których stwierdzono wyłącznie wymioty lub rozwolnienie (ale nie oba objawy).
Zapalenie wyrostka robaczkowego może objawiać się wymiotami, bólem jamy brzusznej oraz nieznaczną biegunką nawet w 33% przypadków. Jest to znaczna różnica w stosunku do zakażenia przewodu pokarmowego, podczas którego znaczna biegunka jest jednym z typowych objawów. Zakażenie płuc lub dróg moczowych u dzieci również może być przyczyną wymiotów oraz biegunki. Standardowa kwasica ketonowa (DKA) objawia się bólem jamy brzusznej, nudnościami oraz wymiotami, ale nie biegunką. Badanie wykazało, że 17% dzieci, u których zdiagnozowano na początku zakażenie przewodu pokarmowego cierpiało w rzeczywistości na DKA.

## Profilaktyka

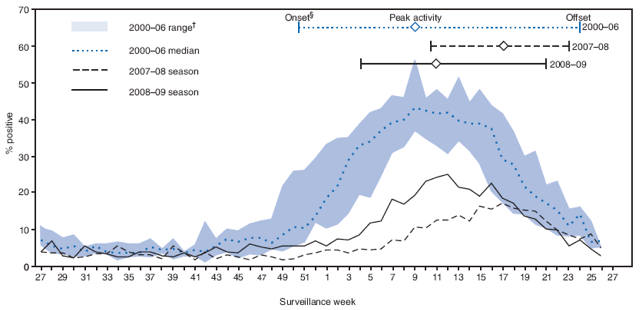
Tygodniowy odsetek pozytywnych wyników badań na obecność rotawirusów, USA, lipiec 2000 – czerwiec 2009.

### Styl życia
Łatwy dostęp do niezanieczyszczonej wody oraz odpowiednie warunki sanitarne są ważnym czynnikiem pozwalającym zmniejszyć odsetek zakażeń oraz klinicznie leczonych poważnych przypadków zakażenia przewodu pokarmowego. Osobiste środki (jak np. mycie rąk) pozwalają zmniejszyć ryzyko oraz odsetek zachorowań na zakażenie przewodu pokarmowego zarówno w krajach rozwijających się, jak i rozwiniętych nawet o 30%. Skutecznym środkiem mogą być również żele na bazie alkoholu. Karmienie piersią jest istotne, zwłaszcza w miejscach, gdzie higiena stoi na niskim poziomie, podobnie jak ogólna poprawa poziomu higieny. Mleko z piersi zmniejsza częstotliwość zachorowań oraz skraca czas trwania choroby. Unikanie zakażonej żywności oraz napojów również stanowi skuteczny środek.

### Szczepienia
W związku ze skutecznością oraz bezpieczeństwem, Światowa Organizacja Zdrowia zasugerowała w 2009 r. oferowanie wszystkim dzieciom na świecie szczepień przeciwko rotawirusom. Istnieją dwie dostępne komercyjnie szczepionki przeciwko rotawirusom, i prowadzone są prace nad kolejnymi szczepionkami. W Afryce i Azji wspomniane szczepionki pozwoliły zmniejszyć liczbę poważnych zachorowań wśród niemowląt, a w krajach, w których wprowadzono krajowe programy szczepień, odsetek poważnych zachorowań zmniejszył się. Wspomniana szczepionka może również zapobiegać zachorowaniom dzieci, które nie były szczepione, ponieważ pozwala zmniejszyć ilość zakażeń w otoczeniu. Począwszy od 2000 r. wprowadzenie programu szczepień przeciwko rotawirusom w USA pozwoliło zmniejszyć liczbę osób cierpiących na biegunkę o 80%. Pierwsza dawka szczepionki powinna być podawana dzieciom w wieku od 6 do 15 tygodni. Doustna szczepionka przeciwko cholerze zachowuje skuteczność rzędu 50–60% w okresie 2 lat.

## Leczenie
Zakażenie przewodu pokarmowego jest zazwyczaj ostrą, ograniczoną chorobą, która nie wymaga podawania leków. Leczenie łagodnego lub umiarkowanego odwodnienia polega na podawaniu doustnego płynu nawadniającego (ang. ORS – oral rehydratation solution). Metoklopramid czy ondansetron mogą być jednak przydatne w leczeniu wymiotów, podczas gdy skopolamina może być przydatna przy leczeniu bólu brzucha.

### Odwodnienie
Główną formą leczenia zakażenia przewodu pokarmowego zarówno u dzieci jak i u dorosłych jest rehydratacja. Preferowaną metodą jest nawodnienie doustne, chociaż może być konieczne leczenie dożylne przy odwodnieniu znacznego stopnia, zaburzeń świadomości i niemożności skutecznego nawadniania doustnego. Doustny płyn nawadniający składający się ze złożonych wodorowęglanów (np. środki stworzone na bazie pszenicy lub ryżu) mogą być skuteczniejsze niż leki na bazie cukrów prostych. Dzieciom w wieku poniżej 5 roku życia nie należy podawać napoi zawierających znaczne ilości cukrów prostych, w tym napojów słodzonych lub soków owocowych, ponieważ mogą one nasilać zaburzenia wodno-elektrolitowe prowadząc do pogorszenia stanu chorego. Możliwe jest podawanie zwykłej wody, gdy specjalistyczne i skuteczniejsze środki ORT są niedostępne lub nie są spożywane ze względu na smak. Do podawania płynów, szczególnie u małych dzieci, może być wykorzystywany zgłębnik nosowo-żołądkowy.

### Dieta
Zaleca się kontynuowanie karmienia piersią dzieci karmionych w ten sposób, a dzieci otrzymujące mleko początkowe powinny otrzymywać pokarm zaraz po rehydratacji przy użyciu środków ORS. Zazwyczaj podawanie mleka początkowego bez laktozy lub o zmniejszonej zawartości laktozy nie jest konieczne. Dzieci powinny być karmione w oparciu o taką samą dietę podczas biegunki, z wyjątkiem pokarmów o dużej zawartości cukrów prostych. Dieta BRAT (banany, ryż, mus jabłkowy, tosty oraz herbata) nie jest już zalecana, ponieważ nie zawiera odpowiedniej ilości składników odżywczych i nie uznano jej za korzystniejszą od normalnej diety. Niektóre probiotyki zostały uznane za środek wspierający skracanie czasu choroby oraz obniżanie częstotliwości oddawania stolca. Mogą być również skuteczne w zakresie profilaktyki oraz leczenia biegunki poantybiotykowej. Również korzystny wpływ mają produkty zawierające sfermentowane mleko (np. jogurt). Suplementy zawierające cynk również wydają się skuteczne w zakresie zarówno leczenia jak i profilaktyki biegunki wśród dzieci w krajach rozwijających się.

### Środki przeciwwymiotne
Leki przeciwwymiotne mogą być pomocne przy leczeniu uciążliwych wymiotów u dzieci. Metoklopramid czy ondansetron są skutecznymi lekami doraźnymi, ponieważ zmniejszają potrzebę dożylnego podawania płynów, hospitalizacji oraz zapobiegają wymiotom. Stosowanie ondansetronu może wiązać się z rosnącym odsetkiem dzieci powtórnie przyjmowanych do szpitala. Dimenhydrynat, choć eliminuje wymioty, to prawdopodobnie nie daje korzyści klinicznych ze stosowania.

### Antybiotyki
Antybiotyki nie są zwykle wykorzystywane w zakażeniach przewodu pokarmowego, chociaż są czasem zalecane, gdy objawy są szczególnie ciężkie lub gdy jego rozpoznaną lub podejrzewaną przyczyną są bakterie. W przypadku antybiotyków, preferowany jest makrolid (jak np. azytromycyna) zamiast fluorochinolonu, co wiąże się z wysoką odpornością na fluorochinolony. Rzekomobłoniaste zapalenie jelit, zazwyczaj jest związane ze stosowaniem antybiotyku jest leczone poprzez odstawienie czynnika sprawczego i zastosowanie metronidazolu lub wankomycyny. Bakterie i pierwotniaki podatne na leczenie to m.in. Shigella Salmonella typhi, oraz Giardia. W przypadku osób, u których stwierdzono Giardia lub Entamoeba histolytica, zalecane jest stosowanie tinidazolu zamiast metronidazolu. Światowa Organizacja Zdrowia (WHO) zaleca stosowanie antybiotyków u małych dzieci, u których stwierdzono jednocześnie biegunkę z krwawieniem oraz gorączkę.

### Leki przeciwbiegunkowe
Leki przeciwbiegunkowe są obciążone zagrożeniem potencjalnych powikłań i choć doświadczenia kliniczne wskazują na to, że są one rzadkie, to nie należy podawać ich osobom, u których wystąpiła krwawa biegunka lub biegunka z gorączką. Loperamid jest często stosowany w celu objawowego leczenia biegunki. Jednak nie zaleca się stosowania loperamidu u dzieci, ponieważ może przejść przez niedojrzałą barierę krew-mózg i spowodować działanie toksyczne. Zasadowy salicylan bizmutawy, nierozpuszczalny trójwartościowy związek kompleksowy bizmutu oraz salicylanu, może być używany w przypadku łagodnego lub umiarkowanego przebiegu choroby, ale toksyczność salicylanu może stanowić zagrożenie.

## Epidemiologia
brak danych
     ≤500
     500–1000
     1000–1500
     1500–2000
     2000–2500
     2500–3000
     3000–3500
     3500–4000
     4000–4500
     4500–5000
     5000–6000
     ≥6000

Wskaźnik DALY dla biegunki dla 100 000 mieszkańców na 2004 r.
brak danych
≤500
500–1000
1000–1500
1500–2000
2000–2500
2500–3000
3000–3500
3500–4000
4000–4500
4500–5000
5000–6000
≥6000

Szacuje się, że na świecie co roku dochodzi do 3-5 miliardów zachorowań na zakażenie przewodu pokarmowego, głównie wśród dzieci oraz mieszkańców krajów rozwijających się. Skutkuje to ok. 1,3 miliona zgonów wśród dzieci poniżej piątego roku życia, przy czym do większości z nich dochodzi w najuboższych państwach świata. Ponad 450 000 zgonów spowodowanych jest wystąpieniem rotawirusów u dzieci poniżej 5 roku życia. Cholera jest przyczyną ok. 3-5 milionów zachorowań oraz ok. 100 000 zgonów rocznie. W krajach rozwijających się dzieci w wieku poniżej 2 roku życia chorują często sześć lub więcej razy w ciągu roku. U osób dorosłych choroba jest rzadsza, częściowo z powodu rozwoju odporności.
W 1980 r. zakażenie przewodu pokarmowego było przyczyną 4,6 milionów zgonów wśród dzieci, w większości do zgonów dochodziło w krajach rozwijających się. Odsetek zgonów został znacznie zmniejszony (do ok. 1,5 miliona zgonów rocznie) do 2000 r., w dużej mierze dzięki wprowadzeniu i upowszechnieniu się leczenia opartego o doustną rehydratację. W Stanach Zjednoczonych zakażenia wywołujące zakażenie przewodu pokarmowego są drugim najczęstszym po przeziębieniu typem zakażeń.
Każdego roku zakażenie przewodu pokarmowego jest przyczyną 3,7 milionów wizyt u lekarzy w USA oraz 3 milionów wizyt we Francji. W USA zakażenie przewodu pokarmowego może kosztować nawet 23 miliardy dolarów rocznie, a same rotawirusy kosztują 1 miliard dolarów rocznie.

## Historia
Nazwy „zakażenie przewodu pokarmowego” użyto po raz pierwszy w 1825. Wcześniej najczęściej określano je jako dur brzuszny lub „pęcherzycę choleryczną”, lub mniej dokładnie jako „ścisk jelit”, „przejedzenie się”, „kolkę”, „problemy jelitowe” lub wieloma innymi archaizmami używanymi w odniesieniu do ostrej biegunki.

## Badania
Prowadzone są prace mające na celu przygotowanie kilku szczepionek przeciwko zakażeniom przewodu pokarmowego, w tym szczepionek przeciwko Shigella i enterotoksynotwórczych Escherichia coli (ETEC), będących dwoma głównymi przyczynami zakażenia przewodu pokarmowego na świecie.

## U zwierząt
Zakażenie przewodu pokarmowego u kotów i psów jest często wywoływane przez te same czynniki co w przypadku człowieka. Najczęściej spotykanymi mikroorganizmami są: Campylobacter, Clostridium difficile, Clostridium perfringens, oraz Salmonella. Niektóre czynniki są typowe dla wybranych gatunków. TGEV występuje u świń powodując wymioty, biegunkę oraz odwodnienie. Uważa się, że świnie są na niego narażone w rezultacie kontaktu z dzikim ptactwem, ale obecnie niedostępny jest odpowiedni lek. Choroba nie przenosi się na człowieka.

## Klasyfikacja ICD10
| kod ICD10   | nazwa choroby                                                                |
| ----------- | ---------------------------------------------------------------------------- |
| ICD-10: A02 | Inne zakażenia wywołane przez Salmonella                                     |
| ICD-10: A08 | Wirusowe i inne określone zakażenia jelit                                    |
| ICD-10: A09 | Biegunka i zapalenie żołądkowo-jelitowe o przypuszczalnie zakaźnej etiologii |
| ICD-10: K52 | Inne niezakaźne nieżyty żołądkowo-jelitowe i zapalenia okrężnicy             |